# Hélène (impératrice byzantine)
Pour les articles homonymes, voir Hélène.
Hélène (en grec : Ελένη) est une impératrice byzantine et l'épouse de l'empereur Constantin VIII.

## Biographie
Les sources historiques ne fournissent que très peu d'indications sur la vie et le rôle d'Hélène en tant qu'impératrice. Elle est brièvement mentionné dans la Chronographie du philosophe et écrivain byzantin Michel Psellos, dont les travaux ont été prolongés par Jean Skylitzès et  Jean Zonaras. Psellos écrit à son sujet :
« Constantin, alors qu'il était encore un jeune homme, épousa une dame qui s’appelait Hélène. Elle était la fille du célèbre Alypius, un homme influent au sein de la cité et membre d’une famille noble très réputée.Cette femme, qui n'était pas seulement belle mais également vertueuse, lui donna trois filles avant qu'elle ne meure. »
En dehors de cette référence provenant des écrits de Psellos, aucune autre indication ne nous est parvenu concernant les origines du père d'Hélène, Alypius (Αλυπίου). Le mariage eut probablement lieu vers 976. La date exacte de la mort d'Hélène est inconnue. Elle devrait être décédée lorsque son mari devient l'unique empereur en 1025. L'historien Gunther G. Wolf suppose qu'elle serait morte vers 989, probablement lors de la naissance de sa troisième fille.
Le couple impérial a trois filles :
- Eudoxie (Ευδοκία), la fille aînée du couple. Selon la Chronographie de Michel Psellos, elle aurait été victime d'une maladie infectieuse durant son enfance et en aurait gardé des séquelles par la suite[4]. Elle serait ensuite devenue nonne.
- Zoé Porphyrogénète.
- Théodora Porphyrogénète.

Au moment de son mariage avec Hélène, Constantin VIII co-dirigeait l'empire avec son frère Basile II. Basile régna comme empereur byzantin senior de 976 à 1025, mais ne se maria jamais, ce qui fait d'Hélène l'unique impératrice et Augusta au cours de son règne.

## Descendance
Ronald Wells, un généalogiste moderne, suggère qu'Eudoxie ne serait pas restée nonne toute sa vie. Il indique qu'elle pourrait avoir été l'épouse d'Andronic Doukas, un noble de Paphlagonie qui aurait servi comme gouverneur du thème (région) de Mésie. Selon cette théorie, Hélène serait donc la grand-mère maternelle de Constantin X et Jean Doukas.
Wells suggère également qu'Eudoxie et Andronic Doukas aurait eu deux filles. La première serait Marie, qui fut l'épouse de l'empereur bulgare Ivan Vladislav. L'historien français Christian Settipani a cependant posé comme postulat une ascendance plus argumentée de Marie au sein de la famille du tsar Boris II de Bulgarie. Le couple aurait également eu une deuxième fille nommé Sophie, qui aurait été l'épouse du général byzantin Manuel Erotikos Comnène. Manuel était le père de l'empereur byzantin Isaac Ier et de Jean Comnène (ce dernier étant le père du futur empereur Alexis Ier Comnène).
Ces hypothèses, qui ne fournissent néanmoins aucune référence ni argumentation, seraient un moyen de rattacher la généalogie des familles Doukas et Comnène à la dynastie macédonienne. Il n'existe cependant aucune preuve d’une telle relation d'Eudoxie dans les sources primaires ou dans la sigillographie contemporaine. Les autorités historiques et prosopographiques modernes restent tout aussi silencieuses sur la question,,, ce qui rend la descendance supposée tout à fait improbable.

## Sources
- (en) Cet article est partiellement ou en totalité issu de l’article de Wikipédia en anglais intitulé « Helena, daughter of Alypius » (voir la liste des auteurs).
- Cheynet, Jean-Claude, Pouvoir et Contestations d'une Byzance (963-1210), Paris, Publications de la Sorbonne, 1996.
- Lilie, Ralph-Johannes  Ludwig, Claudia ; Pratsch, Thomas ; Zielke, Beate, (2013), Prosopographie der mittelbyzantinischen Zeit Online. Berlin-Brandenburgische Akademie der Wissenschaften. Nach Vorarbeiten F. Winkelmanns erstellt (en allemand), Berlin & Boston : De Gruyter.
- Settipani, Christian, Continuité des élites à Byzance durant les siècles obscurs. Les princes caucasiens et l'Empire du VIe au IXe siècle, Paris, De Boccard, 2006.